# Cantonul Courson-les-Carrières
Cantonul Courson-les-Carrières este un canton din arondismentul Auxerre, departamentul Yonne, regiunea Burgundia, Franța.

## Comune
- Courson-les-Carrières (reședință)
- Druyes-les-Belles-Fontaines
- Fontenailles
- Fouronnes
- Lain
- Merry-Sec
- Molesmes
- Mouffy
- Ouanne
- Sementron
- Taingy